# Musleygihuraa
Musleygihuraa (ou Masleggihuraa) est une petite île inhabitée des Maldives.

## Géographie
Medhadhihuraa est située dans le centre des Maldives, dans le Nord de l'atoll Faadhippolhu, dans la subdivision de Lhaviyani. 